# الغواصة الألمانية يو-14 (1936)
غواصة يو-14 غواصة يو بوت ألمانية من الفئة الثانية بي بنيت ل سلاح بحرية ألمانيا النازية كريغسمارينه، في أحواض بناء السفن الألمانية التابع لدويتشه فيرك في كيل خلال الحرب العالمية الثانية. خدمت في أسطول الغواصات الثالث من 18 يناير 1936 إلى 31 أكتوبر 1939.